# TLR4

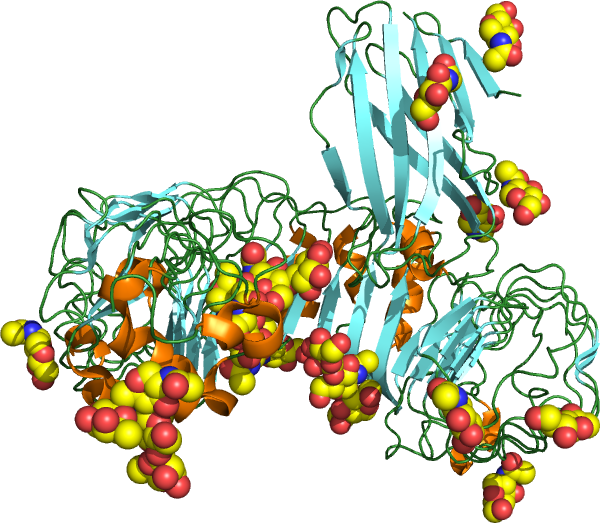
TLR4

Het TLR4 gen bij mensen codeert de Toll-like receptor 4. Het detecteert lipopolysacchariden op de buitenmembraan van gram-negatieve bacteriën en is belangrijk voor het activeren van het aangeboren immuunsysteem. TLR4 wordt ook aangeduid met CD284 (cluster of differentiation 284).
Het door dit gen gecodeerde proteïne behoort tot de Toll-like receptor (TLR) familie, dat een fundamentele rol speelt in het herkennen van een ziekteverwekker en het activeren van het aangeboren immuunsysteem. Deze receptor komt het meeste tot expressie in de placenta en in de myelomonocytische subpopulatie van de leukocyten. Het is betrokken bij het doorgeven van signalen opgewekt door lipopolysacchariden (LPS) van gram-negatieve bacteriën. Mutaties van dit gen geven verschillen in reactie op LPS. Ook zijn er verscheiden transcriptie varianten van dit gen gevonden.

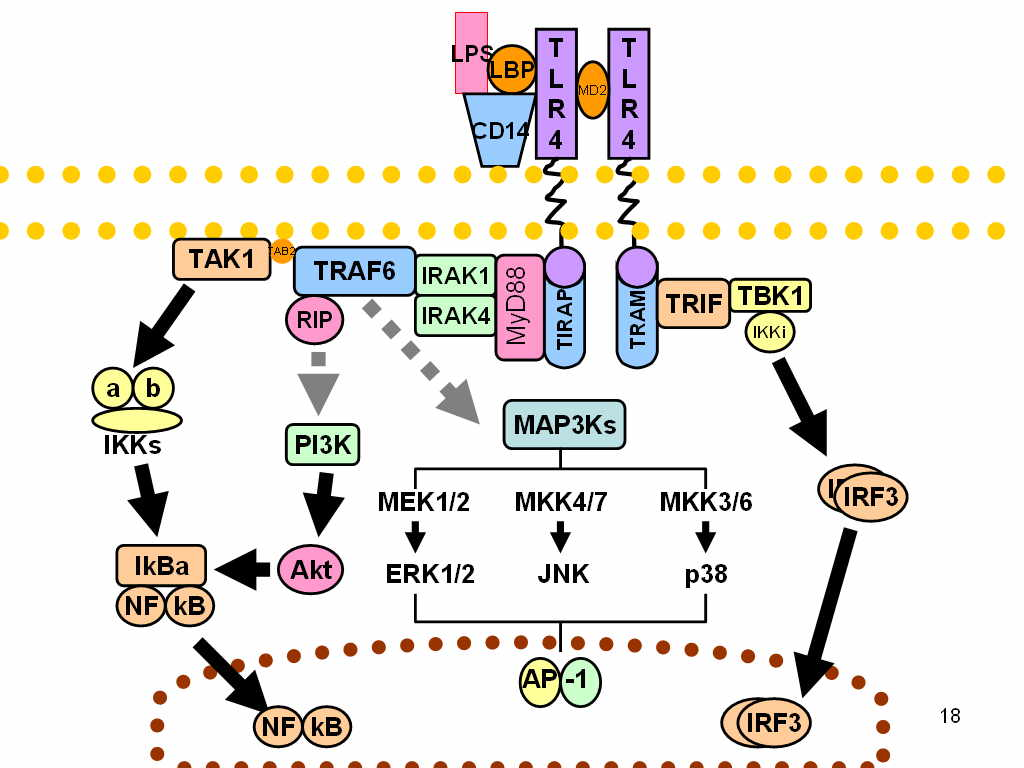
Toll-like receptoren van het aangeboren immuunsysteem herkent LPS en zorgt voor een immuunreactie.

## Interacties
TLR 4 werkt samen met TOLLIP (Toll interacting protein), Myd88 en lymfocyt antigeen 96.

## Antagonistisch geneesmiddel
Het lipide-A analoge eritoran reageert als een TLR4 antagonist en is een geneesmiddel tegen ernstige sepsis.